# Élections législatives de 2012 dans la Drôme
Les élections législatives françaises de 2012 se déroulent les 10 et 17 juin 2012. Dans le département de la Drôme, non concerné par le redécoupage électoral, quatre députés sont à élire dans le cadre de quatre circonscriptions.

## Élus
| Circonscription | Député sortant        | Parti | Parti | Député élu ou réélu | Parti | Parti |
| --------------- | --------------------- | ----- | ----- | ------------------- | ----- | ----- |
| 1re             | Patrick Labaune       |       | UMP   | Patrick Labaune     |       | UMP   |
| 2e              | Franck Reynier        |       | UMP   | Franck Reynier      |       | PRV   |
| 3e              | Hervé Mariton         |       | UMP   | Hervé Mariton       |       | UMP   |
| 4e              | Marie-Hélène Thoraval |       | UMP   | Nathalie Nieson     |       | PS    |

## Résultats

### Résultats à l'échelle du département
| Parti          | Parti                                        | Premier tour | Premier tour | Second tour | Second tour | Sièges |  |
| Parti          | Parti                                        | Voix         | %            | Voix        | %           | Sièges |  |
| -------------- | -------------------------------------------- | ------------ | ------------ | ----------- | ----------- | ------ |  |
|                | Parti socialiste                             | 53 321       | 24,98        | 78 528      | 37,99       | 1      |  |
|                | Divers gauche dont MRC                       | 17 020       | 7,97         | 24 397      | 11,80       | 0      |  |
|                | Europe Écologie Les Verts                    | 10 024       | 4,70         |             |             | 0      |  |
|                | Majorité présidentielle                      | 80 365       | 37,65        | 102 925     | 49,79       | 1      |  |
|                |                                              |              |              |             |             |        |  |
|                | Union pour un mouvement populaire            | 56 087       | 26,27        | 78 615      | 38,02       | 2      |  |
|                | Parti radical                                | 16 753       | 7,85         | 25 187      | 12,18       | 1      |  |
|                | Divers droite dont DLR, PCD                  | 2 980        | 1,40         |             |             | 0      |  |
|                | Droite parlementaire                         | 75 820       | 35,52        | 103 802     | 50,21       | 3      |  |
|                |                                              |              |              |             |             |        |  |
|                | Front national                               | 36 297       | 17,00        |             |             | 0      |  |
|                | Front de gauche                              | 14 939       | 7,00         | 0           |             |        |  |
|                | Extrême gauche dont LO, NPA et POI           | 2 934        | 1,37         | 0           |             |        |  |
|                | Mouvement démocrate                          | 1 943        | 0,91         | 0           |             |        |  |
|                | Divers écologiste dont MÉI, AÉI, Cap21 et GÉ | 1 169        | 0,55         | 0           |             |        |  |
|                | Divers                                       | 14           | 0,01         | 0           |             |        |  |
|                |                                              |              |              |             |             |        |  |
| Inscrits       | Inscrits                                     | 353 318      | 100,00       | 353 299     | 100,00      | 4      |  |
| Abstentions    | Abstentions                                  | 137 264      | 38,85        | 140 294     | 39,71       |        |  |
| Votants        | Votants                                      | 216 054      | 61,15        | 213 005     | 60,29       |        |  |
| Blancs et nuls | Blancs et nuls                               | 2 573        | 1,19         | 6 278       | 2,95        |        |  |
| Exprimés       | Exprimés                                     | 213 481      | 98,81        | 206 727     | 97,05       |        |  |

### Résultats par circonscription

#### Première circonscription (Valence)
| Candidat       | Candidat                      | Parti                | Premier tour | Premier tour | Second tour | Second tour |  |
| Candidat       | Candidat                      | Parti                | Voix         | %            | Voix        | %           |  |
| -------------- | ----------------------------- | -------------------- | ------------ | ------------ | ----------- | ----------- |  |
|                | Patrick Labaune sortant réélu | UMP                  | 15 876       | 37,77        | 21 510      | 51,87       |  |
|                | Alain Maurice                 | PS                   | 14 524       | 34,56        | 19 957      | 48,13       |  |
|                | Richard Fritz                 | RBM (FN)             | 5 552        | 13,21        |             |             |  |
|                | Danielle Persico              | EÉLV                 | 2 556        | 6,08         |             |             |  |
|                | Sabrina Benama                | FG (Divers gauche) , | 2 050        | 4,88         |             |             |  |
|                | Rosalie Kerdo                 | CpF (MoDem)          | 990          | 2,36         |             |             |  |
|                | Simon Lambert-Bilinski        | NPA (ALT, MOC)       | 328          | 0,78         |             |             |  |
|                | Adèle Kopff                   | LO                   | 152          | 0,36         |             |             |  |
|                |                               |                      |              |              |             |             |  |
| Inscrits       | Inscrits                      | Inscrits             | 72 894       | 100,00       | 72 886      | 100,00      |  |
| Abstentions    | Abstentions                   | Abstentions          | 30 303       | 41,57        | 30 084      | 41,28       |  |
| Votants        | Votants                       | Votants              | 42 591       | 58,43        | 42 802      | 58,72       |  |
| Blancs et nuls | Blancs et nuls                | Blancs et nuls       | 563          | 1,32         | 1 335       | 3,12        |  |
| Exprimés       | Exprimés                      | Exprimés             | 42 028       | 98,68        | 41 467      | 96,88       |  |

#### Deuxième circonscription (Montélimar - Pierrelatte)
| Candidat       | Candidat                     | Parti                    | Premier tour | Premier tour | Second tour | Second tour |  |
| Candidat       | Candidat                     | Parti                    | Voix         | %            | Voix        | %           |  |
| -------------- | ---------------------------- | ------------------------ | ------------ | ------------ | ----------- | ----------- |  |
|                | Catherine Coutard            | MRC (PS, PRG)            | 17 020       | 32,90        | 24 397      | 49,20       |  |
|                | Franck Reynier sortant réélu | PRV (UMP)                | 16 753       | 32,38        | 25 187      | 50,80       |  |
|                | Alain Csikel                 | RBM (FN)                 | 10 251       | 19,81        |             |             |  |
|                | Pierre Trapier               | FG (PCF) (Divers gauche) | 3 621        | 7,00         |             |             |  |
|                | Jean-Louis Chuillon          | EÉLV                     | 1 709        | 3,30         |             |             |  |
|                | Nicolas Barthollet           | Divers droite            | 1 444        | 2,79         |             |             |  |
|                | Stéfanic Eldin               | PRC                      | 469          | 0,91         |             |             |  |
|                | Sylvain Ortega               | NPA (ALT, MOC)           | 281          | 0,54         |             |             |  |
|                | Mario Cilla                  | LO                       | 188          | 0,36         |             |             |  |
|                | Odile Roche                  | PCD                      | 0            | 0,00         |             |             |  |
|                |                              |                          |              |              |             |             |  |
| Inscrits       | Inscrits                     | Inscrits                 | 87 792       | 100,00       | 87 793      | 100,00      |  |
| Abstentions    | Abstentions                  | Abstentions              | 35 424       | 40,35        | 36 475      | 41,55       |  |
| Votants        | Votants                      | Votants                  | 52 368       | 59,65        | 51 318      | 58,45       |  |
| Blancs et nuls | Blancs et nuls               | Blancs et nuls           | 632          | 1,21         | 1 734       | 3,38        |  |
| Exprimés       | Exprimés                     | Exprimés                 | 51 736       | 98,79        | 49 584      | 96,62       |  |

#### Troisième circonscription (Crest - Die - Nyons)
| Candidat       | Candidat                    | Parti          | Premier tour | Premier tour | Second tour | Second tour |  |
| Candidat       | Candidat                    | Parti          | Voix         | %            | Voix        | %           |  |
| -------------- | --------------------------- | -------------- | ------------ | ------------ | ----------- | ----------- |  |
|                | Hervé Mariton sortant réélu | UMP            | 24 111       | 36,51        | 32 913      | 51,00       |  |
|                | Hervé Rasclard              | PS             | 19 729       | 29,87        | 31 618      | 49,00       |  |
|                | Laure Pellier               | RBM (FN)       | 9 548        | 14,46        |             |             |  |
|                | Corinne Morel Darleux       | FG (PG)        | 6 273        | 9,50         |             |             |  |
|                | Delphine Petit              | EÉLV           | 3 858        | 5,84         |             |             |  |
|                | Chantal Frisch              | CpF (MoDem)    | 953          | 1,44         |             |             |  |
|                | Mireille Bertaux            | NPA (ALT, MOC) | 739          | 1,12         |             |             |  |
|                | Éméa Vlaemynck              | LT-LNÉ         | 578          | 0,88         |             |             |  |
|                | Thomas Spreux               | LO             | 255          | 0,39         |             |             |  |
|                | Jean-François Jaquier       | RIC            | 3            | 0,00         |             |             |  |
|                |                             |                |              |              |             |             |  |
| Inscrits       | Inscrits                    | Inscrits       | 102 613      | 100,00       | 102 603     | 100,00      |  |
| Abstentions    | Abstentions                 | Abstentions    | 35 814       | 34,9         | 36 241      | 35,32       |  |
| Votants        | Votants                     | Votants        | 66 799       | 65,1         | 66 362      | 64,68       |  |
| Blancs et nuls | Blancs et nuls              | Blancs et nuls | 752          | 1,13         | 1 831       | 2,76        |  |
| Exprimés       | Exprimés                    | Exprimés       | 66 047       | 98,87        | 64 531      | 97,24       |  |

#### Quatrième circonscription (Romans-sur-Isère)
| Candidat       | Candidat                       | Parti             | Premier tour | Premier tour | Second tour | Second tour |  |
| Candidat       | Candidat                       | Parti             | Voix         | %            | Voix        | %           |  |
| -------------- | ------------------------------ | ----------------- | ------------ | ------------ | ----------- | ----------- |  |
|                | Nathalie Nieson élue           | PS                | 19 068       | 35,53        | 26 953      | 52,70       |  |
|                | Marie-Hélène Thoraval sortante | UMP               | 16 100       | 30,00        | 24 192      | 47,30       |  |
|                | Joël Cheval                    | RBM (FN)          | 10 946       | 20,39        |             |             |  |
|                | Jean-Marc Durand               | FG (PCF)          | 2 995        | 5,58         |             |             |  |
|                | Jean-David Abel                | EÉLV              | 1 901        | 3,54         |             |             |  |
|                | Gérard Oriol                   | Divers droite     | 1 067        | 1,99         |             |             |  |
|                | Annie Vital                    | MOC (NPA, ALT)    | 686          | 1,28         |             |             |  |
|                | Claudine Chenu                 | Divers écologiste | 592          | 1,10         |             |             |  |
|                | Monique Bernard                | LO                | 305          | 0,57         |             |             |  |
|                | Jacques Durand                 | RIC               | 11           | 0,02         |             |             |  |
|                |                                |                   |              |              |             |             |  |
| Inscrits       | Inscrits                       | Inscrits          | 90 017       | 100,00       | 90 017      | 100,00      |  |
| Abstentions    | Abstentions                    | Abstentions       | 35 721       | 39,68        | 37 494      | 41,65       |  |
| Votants        | Votants                        | Votants           | 54 296       | 60,32        | 52 523      | 58,35       |  |
| Blancs et nuls | Blancs et nuls                 | Blancs et nuls    | 625          | 1,15         | 1 378       | 2,62        |  |
| Exprimés       | Exprimés                       | Exprimés          | 53 671       | 98,85        | 51 145      | 97,38       |  |